# Costa Rica en los Juegos Centroamericanos y del Caribe
Costa Rica participa en los Juegos Centroamericanos y del Caribe desde la segunda edición, realizada en La Habana en 1930.
El país está representado ante los Juegos Suramericanos por el Comité Olímpico Nacional de Costa Rica 
y hasta la fecha no ha sido sede de los Juegos Centroamericanos y del Caribe.

## Delegación
Para los XXI Juegos Centroamericanos y del Caribe, Costa Rica contó con una delegación de 162 deportistas que participaron en 30 disciplinas deportivas.

## Medallero histórico
| Año   | País                               | Sede                       | Posición | Oro | Plata | Bronce | Total |
| ----- | ---------------------------------- | -------------------------- | -------- | --- | ----- | ------ | ----- |
| 1926  | Bandera de México                  | Ciudad de México           | -        | -   | -     | -      | -     |
| 1930  | Bandera de Cuba                    | La Habana                  | 5/9      | 0   | 1     | 1      | 2     |
| 1935  | Bandera de El Salvador             | San Salvador               | 7/9      | 0   | 1     | 0      | 1     |
| 1938  | Bandera de Panamá                  | Ciudad de Panamá           | 8/11     | 0   | 2     | 1      | 3     |
| 1946  | Bandera de Colombia                | Barranquilla               | 12/13    | 2   | 0     | 1      | 3     |
| 1950  | Bandera de Guatemala               | Ciudad de Guatemala        | 14/14    | 0   | 0     | 1      | 1     |
| 1954  | Bandera de México                  | Ciudad de México           | -        | -   | -     | -      | -     |
| 1959  | Bandera de Venezuela               | Caracas                    | 12/12    | 0   | 0     | 1      | 1     |
| 1962  | Bandera de Jamaica                 | Kingston                   | -        | -   | -     | -      | -     |
| 1966  | Bandera de Puerto Rico             | San Juan                   | -        | -   | -     | -      | -     |
| 1970  | Bandera de Panamá                  | Ciudad de Panamá           | -        | -   | -     | -      | -     |
| 1974  | Bandera de la República Dominicana | Santo Domingo              | 6/23     | 3   | 3     | 2      | 8     |
| 1978  | Bandera de Colombia                | Medellín                   | 8/21     | 2   | 4     | 3      | 9     |
| 1982  | Bandera de Cuba                    | La Habana                  | 7/22     | 3   | 1     | 4      | 8     |
| 1986  | Bandera de la República Dominicana | Santiago de los Caballeros | 5/26     | 11  | 0     | 3      | 14    |
| 1990  | Bandera de México                  | Ciudad de México           | 10/29    | 1   | 7     | 11     | 19    |
| 1993  | Bandera de Puerto Rico             | Ponce                      | 7/31     | 5   | 7     | 15     | 27    |
| 1998  | Bandera de Venezuela               | Maracaibo                  | 13/32    | 2   | 3     | 5      | 10    |
| 2002  | Bandera de El Salvador             | San Salvador               | 10/31    | 4   | 3     | 6      | 13    |
| 2006  | Bandera de Colombia                | Cartagena de Indias        | 12/32    | 2   | 1     | 2      | 5     |
| 2010  | Bandera de Puerto Rico             | Mayagüez                   | 15/31    | 1   | 5     | 18     | 22    |
| 2014  | Bandera de México                  | Veracruz                   | 12/31    | 1   | 3     | 11     | 15    |
| 2018  | Bandera de Colombia                | Barranquilla               | 15/37    | 1   | 6     | 19     | 26    |
| 2023  | Bandera de El Salvador             | San Salvador               | 11/38    | 4   | 9     | 20     | 33    |
| Total | Total                              |                            |          | 42  | 56    | 124    | 222   |

## Desempeño
Costa Rica ocupó el décimo quinto lugar en la última edición de los Juegos Mayagüez 2010.

### XXI Juegos Centroamericanos y del Caribe Mayagüez 2010
Fuente:
Organización de los XXI Juegos Centroamericanos y del Caribe Mayagüez 2010. 
| Clasificación del País | Clasificación del Total | Deportista      | País       | Disciplina   |   |   |   | Total |
| 1                      | 287                     | Manuel Campos   | Costa Rica | Halterofilia | 0 | 2 | 1 | 3     |
| 2                      | 350                     | Leonardo Chacón | Costa Rica | Triatlón     | 0 | 1 | 1 | 2     |